# Nicholas Payton
Nicholas Payton (Nueva Orleans, 26 de septiembre de 1973) es un trompetista estadounidense de jazz.

## Biografía
Nacido en el seno de una familia de fuerte tradición musical (su madre es pianista y cantante y su padre, Walter Payton, es un contrabajista muy conocido en la escena local de Crescent City), Payton comenzó a tocar la trompeta con sólo cuatro años. Animado en sus estudios por sus progenitores, con nueve años participaba junto a su padre en la Young Tuxedo Brass Band, una famosa orquesta local de vientos. Con once años oyó por primera vez un disco de Miles Davis que cambiaría su vida, pues desde ese momento el joven Payton decidió que consagraría su vida al jazz. Comenzó a tocar por todos lados y a todas horas, desde funerales y bodas durante el día, hasta actuaciones en los clubs los fines de semana. Con doce años era ya miembro de la All Star Jazz Band, con la que viajó en varias ocasiones a festivales europeos. Bajo el padrinazgo de Wynton Marsalis, trabajó semiprofesionalmente durante sus años de High school antes de enrolarse en el New Orleans Centre for Creative Arts para estudiar trompeta, teoría musical y música clásica. Payton completó su formación en la prestigiosa University of New Orleans, estudiando con le Ellis Marsalis, el padre de Wynton.
A principios de los 90 Payton trabajó en Estados Unidos y en Europa con algunos de los más importantes músicos de jazz del mundo, incluyendo a Clark Terry (con quien coincidió en la orquesta de un crucero en 1990) o Marcus Roberts, con quien trabajó en 1992. Ese mismo año edita su primer trabajo con Verve, con el título "From This Moment". En 1993 giró con Jazz Futures II, el año siguiente con Elvin Jones y en 1995 publica "Gumbo Nouveau". En 1996 participa en la Kansas City Band, una banda creada ex profeso para el film de Robert Altman, y efectúa el Rising Star Tour por varios países europeos. Al año siguiente graba "Fingerpainting: The Music of Herbie Hancock" y recibe un premio Grammy por su colaboración en el álbum de Doc Cheatam titulado, precisamente "Doc Cheatham & Nicholas Payton.". Payton sigue editando discos bajo su nombre y colaborando con innumerables artistas, pero en 2005 sufre un accidente de coche que lo aparta de los escenarios para volver un año más tarde, con "Mysterious Shorter". Su último trabajo, "Into the Blue" ve la luz en 2008.

## Estilo y valoración
Con una técnica remarcable y un sonido claro y brillante que añade profundidad a las intrincadas líneas de bop, terreno donde el trompetista parece encontrarse más a gusto, el joven Payton continua la tradición de trompetistas clásicos que sigue la estela de Buddy Bolden, Louis Armstrong, Al Hirt, y, naturalmente, Wynton Marsalis.

## Colaboraciones
A lo largo de los años, Payton ha grabado y actuado con Wynton Marsalis, Dr. Michael White, Christian McBride, Joshua Redman, Roy Hargrove, Doc Cheatham, Joe Henderson, Jesse Davis, Teresa Brewer, Manhattan Projects, the New Orleans Collective, Courtney Pine, the Kansas City Band, o Mark Whitfield, entre otros.

## Discografía
- 1994 - From This Moment (Verve)
- 1995 - Gumbo Nouveau (Verve)
- 1997 - Fingerpainting: The Music Of Herbie Hancock (Verve) con Christian McBride y Mark Whitfield
- 1997 - Doc Cheatham & Nicholas Payton (Verve)
- 1998 - Payton's Place (PolyGram Records)
- 1999 - Nick@Night (Verve)
- 1999 - Trumpet Legacy (Milestone) con Lew Soloff, Tom Harrell, y Eddie Henderson
- 2001 - Dear Louis (Verve)
- 2003 - Sonic Trance (Warner Bros. Records)
- 2004 - Live in New York 1.24.04] (Kufala Recordings)
- 2006 - Mysterious Shorter (Chesky) con Sam Yahel, Billy Drumond, John Hart, y Bob Belden
- 2008 - Into The Blue (Nonesuch Records)
- 2011 – Bitches (In+Out)
- 2013 – #BAM: Live at Bohemian Caverns (BMF)
- 2013 – Sketches of Spain (BMF)
- 2014 – Numbers (Paytone Records)
- 2015 – Letters (Paytone Records)
- 2016 – The Egyptian Second Line (Paytone Records)
- 2017 – Afro-Caribbean Mixtape (Paytone Records)

### Como sideman
Con Joanne Brackeen
- Pink Elephant Magic (Arkadia Jazz, 1998)

Con Elvin Jones
- Youngblood (Enja, 1992)
- Going Home (Enja, 1992)
- It Don't Mean a Thing (Enja, 1993)

Con Jimmy Smith
- Damn!
- Angel Eyes: Ballads & Slow Jams (1996)

Con Allen Toussaint
- The Bright Mississippi (Nonesuch, 2009)